# Alien Seed
Alien Seed è un  film del 1989, diretto da Bob James. È una storia di ambientazione fantascientifica.

## Trama
Una donna terrestre rimane incinta dopo aver avuto un rapporto sessuale con un alieno, il bambino diventerà una minaccia per la terra, a cui si opporrà un giornalista che è venuto a conoscenza della vicenda.